# Мельников Олексій Миколайович
Олексій Миколайович Мельников (18 лютого (2 березня) 1900 , Бєлінський, Пензенська губернія  — 17 серпня 1967 , Москва ) — радянський партійний і військовий діяч, 1-й секретар Молдавського обкому КП(б)У. Член Центральної Ревізійної Комісії ВКП(б) в 1939—1952 роках.

## Життєпис
Народився 18 лютого (2 березня) 1900 року в родині робітника-слюсаря в місті Чембар (нині Пензенська область, Росія). У 1916 році закінчив два класи Чембарського міського училища. У лютому — жовтні 1916 року — практикант лінійного наглядача Чембарської поштово-телеграфної контори. У жовтні 1916 — серпні 1918 року — лінійний наглядач поштово-телеграфної контори в селі Луніно Мокшанського повіту Пензенської губернії.
У серпні 1918 — вересні 1920 року — наглядач зв'язку військово-телеграфної станції штабу 26-ї стрілецької дивізії і штабу 5-ї армії РСЧА на Східному фронті.
Член ВКП(б) з грудня 1919 року.
У вересні 1920 — лютому 1921 року — наглядач зв'язку військово-телеграфної станції штабу Західного фронту РСЧА. У лютому — травні 1921 року — політичний комісар господарської команди 14-го стрілецького запасного полку і 3-ї окремої стрілецької бригади. У травні — вересні 1921 року — начальник військово-телеграфної станції особливого відділу Західного фронту РСЧА та особливого прикордонного відділення № 5. У вересні 1921 — травні 1922 року — військовий комісар адміністративно-господарської частини штабу військ Мінського району по боротьбі із бандитизмом.
У травні 1922 — вересні 1924 року — військовий комісар окремої роти зв'язку 5-го стрілецького корпусу Білоруського військового округу (БВО). У вересні 1924 — жовтні 1926 року — курсант окремої військово-політичної школи БВО в місті Смоленську.
У жовтні 1926 — грудні 1931 року — військовий комісар окремої роти зв'язку, старший інструктор політичного відділу 29-ї стрілецької дивізії БВО. У грудні 1931 — січні 1933 року — військовий комісар 5-го полку зв'язку БВО.
У січні 1933 — лютому 1935 року — начальник політичного відділу машинно-тракторної станції (МТС) містечка Піщана Балтського району Молдавської АРСР.
У лютому 1935 — лютому 1936 року — 1-й секретар Григоріопольського районного комітету КП(б)У Молдавської АРСР. У лютому 1936 — травні 1938 року — 1-й секретар Чорнянського районного комітету КП(б)У Молдавської АРСР.
23 травня 1938 — січень 1939 року — 2-й секретар Молдавського обласного комітету КП(б)У.
У січні — травні 1939 року — 1-й секретар Молдавського обласного комітету КП(б)У та 1-й секретар Тираспольського міського комітету КП(б)У.
У травні — липні 1939 року — член Військової ради Київського особливого військового округу.
У липні 1939 — січні 1941 року — член Військової ради Ленінградського військового округу. У січні — червні 1941 року — слухач курсів удосконалення вищого політичного складу РСЧА. У липні — жовтні 1941 року — член Військової ради Північно-Кавказького військового округу.
У жовтні 1941 — січні 1942 року — 1-й член Військової ради 56-ї окремої армії Південного фронту. У січні — вересні 1942 року — член Військової ради Сталінградського військового округу.
У вересні 1942 — липні 1946 року — 1-й член Військової ради 28-ї армії Сталінградського, Південного, 1-го, 3-го, 4-го Українських, 1-го і 3-го Білоруських фронтів.
У липні — грудні 1946 року — у розпорядженні Головного політичного управління у Москві. У грудні 1946 — червні 1949 року — заступник начальника, начальник політичного відділу 57-го управління інженерних робіт Закавказького військового округу. У липні 1949 — липні 1952 року — заступник із політичної частини начальника тилу Південно-Уральського військового округу. У липні 1952 — березні 1956 року — заступник із політичної частини начальника проектно-технічного управління військ зв'язку Московського військового округу.
31 березня 1956 року — звільнений із кадрів радянської армії через хворобу, на пенсії в місті Москві.

## Звання
- корпусний комісар (27.04.1939)
- генерал-майор (6.12.1942)

## Нагороди
- три ордени Леніна
- орден Червоного Прапора
- орден Червоної Зірки
- орден Суворова ІІ ст. (19.03.1944)
- два ордени Кутузова ІІ ст. (1943, 1944)
- ордени
- медалі